# Chiesa di San Sebastiano (Arezzo)
La chiesa di San Sebastiano è una chiesa di Arezzo che si trova in cima alla piaggia del Murello.

## Storia e descrizione
La chiesa è oggi sconsacrata. L'edificio, realizzato in epoca incerta, è stato ricostruito agli inizi del XVIII secolo.